# Rottumeroog
Rottumeroog és la més oriental de les illes frisones neerlandeses (o occidentals). Està situada a l'est de Rottumerplaat i a l'oest de Borkum, entre els mars del Nord i el de Wadden.
El nom significa illa (oog) de Rottum, un poblet de la província de Groningen situat entre Usquert i Kantens, al municipi d'Eemsmond. La raó és que allà hi havia un antic monestir anomenat Sint Juliana que n'era el propietari. Posteriorment l'illa passà a mans públiques, i actualment és una zona natural protegida d'accés prohibit. Només hi accedeixen dues vegades l'any grups de voluntaris sota guiatge de personal del Rijkswaterstaat per a netejar-ne les escombraries que el mar hi ha dut.
L'illa es mou progressivament cap a l'est. Antigament només un estret anomenat het Schil la separava de Schiermonnikoog, mentre que actualment hi ha Rottumerplaat entremig. Aquest moviment és il·lustrat pel fet que fa dos-cents anys Rottumeroog estava situada on ara hi ha Rottumerplaat.